# Macrozelima hervei
Macrozelima hervei, vrsta kukca dvokrilca iz porodice osolikih muha. Ruski je endem iz Amurske oblasti.